# Venturi 300
La Venturi 300, présentée en 1994 dans sa version Atlantique, est un modèle automobile sportif du constructeur automobile français Venturi. Partageant son châssis avec la super-sportive 400 GT, le modèle sera décliné en 1998 dans une version Atlantique Bi-Turbo et en 1999 dans une version course ultime baptisée GTR.

## Historique
C’est au Salon international de l'automobile de Genève 1998 qu’apparaît la nouvelle motorisation de l’Atlantique 300 avec le nouveau moteur ES9 de Peugeot-Renault sur lequel on a greffé 2 turbo-compresseurs à basse pression qui permettent de réduire le temps de réponse habituel des turbos et de prolonger son effet tout en le rendant plus progressif.
Ce moteur, un V6 à 60° développé par l'importateur belge Alvan Motors est équipé d’une distribution à 24 soupapes, la puissance passe à 310 ch à 6 400 tr/min et le couple à 402 Nm à 4 200 tr/min.
L’objectif de remettre Venturi au niveau de la concurrence et notamment des Porsche 911 Carrera est atteint (voir essai du magazine Sport-Auto du mois d’avril 1999).
La voiture séduit l'ensemble de la presse spécialisée (voir, entre autres, Automobiles classiques no 96 de février 1999, Echappement no 379 de mars 1999), les performances sont au rendez-vous et Venturi semble avoir atteint un nouveau seuil de crédibilité en proposant l’une des GT les plus performantes de sa catégorie.
Les premières commandes sont enregistrées et les premières voitures fabriquées.
Mais la crise en Asie (Venturi appartient à une société thaïlandaise depuis sa dernière reprise) et la faiblesse du marché européen font que Venturi, victime d’un manque de confiance sur sa pérennité de la part des acheteurs potentiels, est de nouveau en difficulté et doit chercher un repreneur.
Les acquéreurs, amateurs anglais notamment, qui s'étaient fait connaître ne donnent finalement pas suite et Venturi est placé en liquidation judiciaire le 22 janvier 2000.
Tout est à refaire pour Venturi qui revit les mêmes événements qu’en 1996 où l’entreprise était en quête d’un repreneur.
Le 17 mai, le tribunal de Commerce de Saint-Nazaire rend public le nom du futur repreneur de Venturi. Il s’agit de Gildo Pallanca Pastor, un jeune Monégasque passionné d’automobiles qui l'intégrera au puissant holding de sa famille.
À la suite de cette décision, trois autres repreneurs potentiels font appel et l’échéance est repoussée au 12 juillet. Finalement, c’est bien le dossier monégasque qui est retenu.
Il est prévu de redémarrer la production de l’Atlantique 300 à Nice afin de finir d’honorer les commandes en cours. Le stock de pièces détachées et les voitures en cours de construction représentant une bonne douzaine de semi-remorques sont acheminés dans des locaux situés près de Nice.
En fait, plus tard, on apprendra que les dernières commandes de l’Atlantique 300 ne seront pas honorées, faute d’un redémarrage de la production.
Treize Atlantique 300 seulement auront été construites et seuls quelques heureux propriétaires auront été livrés, les autres - bien que leur voiture soit en cours de construction - ne les recevront jamais.
Mais rebondissement, ces ultimes châssis seront finalement utilisés pour construire les toutes dernières Venturi Atlantique, rebaptisées Héritage GT3, qui vont en 2006 disputer les épreuves FIAGT3.

## Modèles

### Venturi 300 Atlantique
La Venturi 300 Atlantique, présentée à l’automne 1994 au Mondial de l’Automobile à Paris, est un modèle automobile sportif du constructeur automobile français Venturi. Partageant son châssis avec la super-sportive 400 GT et développant 281 chevaux, la 300 Atlantique sera construite à 44 exemplaires.
Années de production de 1996 à 1998.

### Venturi 300 Atlantique Bi-Turbo
La Venturi 300 Atlantique Bi-Turbo (1998), est le dernier modèle du constructeur automobile français Venturi. Les Venturi suivantes (modèles Fetish à propulsion électrique) seront monégasques. Elle a été construite à 13 exemplaires.
Années de production de 1999 à 2000.

### Venturi 300 GTR

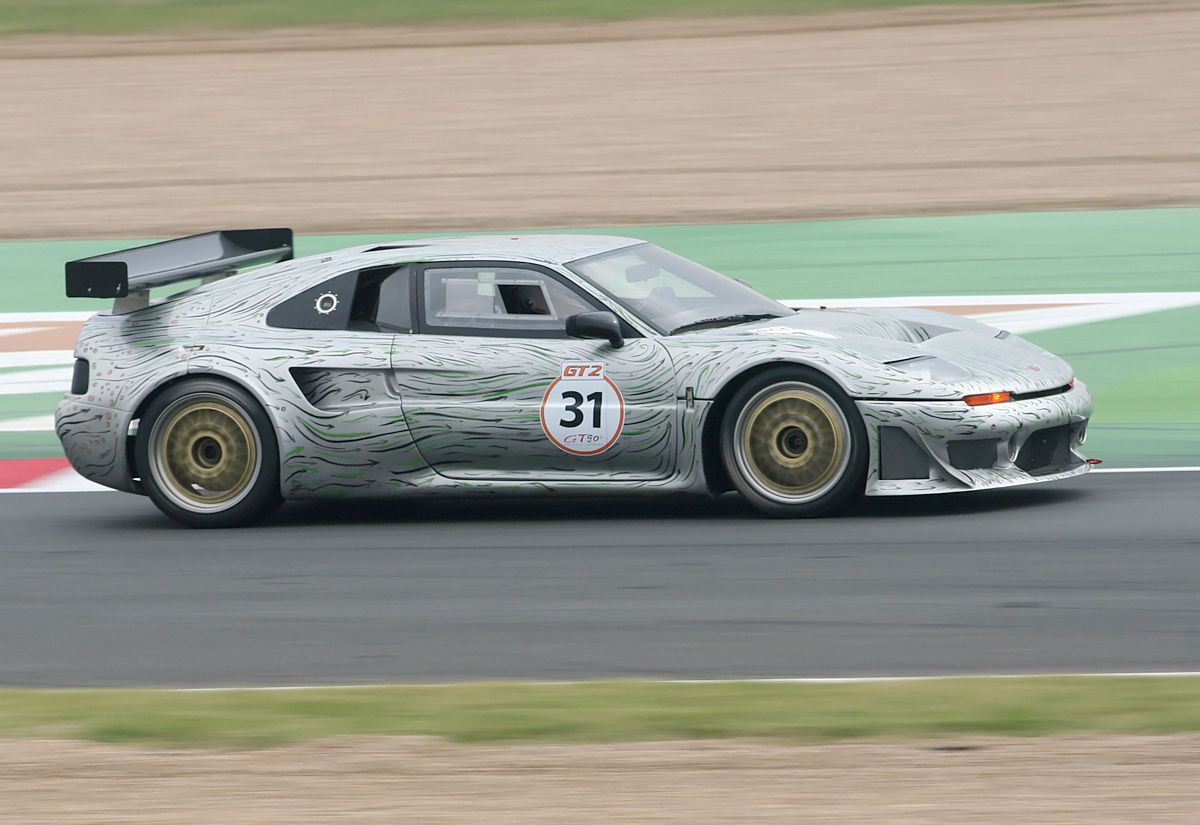
Venturi 300 GTR en course

Venturi 300 GTR (1999) est une automobile du constructeur français Venturi. Destinée uniquement à la compétition, elle a été produite à deux exemplaires seulement.